# NGC 4641
NGC 4641 (другие обозначения — UGC 7889, MCG 2-32-191, ZWG 71.11, VCC 1955, NPM1G +12.0332, PGC 42769) — карликовая эллиптическая галактика (морфологический тип по Вокулёру dE(bc)) в созвездии Девы. Открыта Льюисом Свифтом 17 апреля 1887 года. Является частью скопления Девы.
Этот объект входит в число перечисленных в оригинальной редакции «Нового общего каталога».
Спиральная структура в галактике не наблюдается. NGC 4641 имеет яркое ядро голубого цвета, где происходит звездообразование. Может классифицироваться либо как Spec/BCD (дисковая пекулярная галактика/голубой компактный карлик), либо, с бо́льшими основаниями, как dE(bc) (карликовая эллиптическая галактика с голубым ядром), поскольку её поверхностная яркость невелика, эффективный радиус больше, чем у типичных голубых компактных карликовых галактик, цвет в целом (за исключением голубого ядра) красный, а форма регулярна.
В центральной части галактики выделяется структура размером 0,17′ × 0,19′, классифицируемая как внутреннее замкнутое кольцо-линза.